# Ozarba nebula
Ozarba nebula är en fjärilsart som beskrevs av Barnes och Mcdunnough 1918. Ozarba nebula ingår i släktet Ozarba och familjen nattflyn. Inga underarter finns listade i Catalogue of Life.